# لی اروین
لی هری اروین (انگلیسی: Lee Erwin؛ زادهٔ ۷ نوامبر ۱۹۹۴) بازیکن فوتبال اهل اسکاتلند است.

## باشگاهی
از باشگاه‌هایی که در آن بازی کرده‌است می‌توان به باشگاه فوتبال لیدز یونایتد، باشگاه فوتبال مادرول، باشگاه فوتبال بری و باشگاه فوتبال تراکتور اشاره کرد.

## تیم ملی
او همچنین در تیم ملی جوانان اسکاتلند در زیر ۱۷ سال، زیر ۱۸ سال و زیر ۱۹ سال بازی کرده‌است.